# Българско национално правителство в изгнание
Българското национално правителство в изгнание, самоназоваващо се Българско национално правителство, е самопровъзгласило се колаборационистко правителство на България, сътрудничило с Нацистка Германия през 1944 – 1945 година.
Правителството е оглавено от бившия министър-председател Александър Цанков и включва още Асен Кантарджиев (министър на вътрешните работи), Асен Цанков (министър на външните работи), Христо Статев (министър на просветата и пропагандата), Иван Рогозаров (министър на труда и трудовата повинност) и Никола Костов (министър без портфейл). След капитулацията на Германия е разпуснато на 10 май 1945 година.
В хода на Втората световна война България юридически е съюзник на Германия, но фактически не участва във войната – цар Борис III отказва да изпрати войски на Източния фронт и не предава българските евреи на германците. След неговата смърт властта преминава към малолетния му син Симеон II, но бидейки малолетен, той фактически не участва в управлението, а от негово име управляват регенти.
На 5 септември 1944 г. СССР обявява война на България (като съюзник на Германия) и навлиза в нейна територия. На 9 септември 1944 г. е извършен т.нар. деветосептемврийски преврат и на власт идва Отечественият фронт. Новото правителство призовава народа да воюва против Нацистка Германия, като ѝ обявява война в съответствие с програмата на Отечествения фронт.
На 16 септември във Виена българският националист Александър Цанков, бивш министър-председател (1923-1926), обявява по радиото за създаване на свое правителство. Заклеймява комунистите като врагове на България и призовава българите към борба с „жидоболшевизма“. Заявява: „Борбата за освобождение на България от жидоболшевишките окупатори зависи от вас. Българското национално правителство призовава всички на бой с враговете на нашата Родина“. Почти никой обаче от българите не го поддържа. Националното правителство става удобна мишена за пропагандата на Отечествения фронт, стремящ се да привлече земеделските среди, сред които Александър Цанков е изключително непопулярен.
За да пропагандира своята дейност, правителството използва вълните на радио „Донау“, където 4 пъти дневно излъчва емисии на български език, както и студентския емигрантски печат в Германия. Неговото финансиране идва от немския дълг към България по отношение на военновременното снабдяване със земеделски продукти, а заплатите са съотносими с висшите постове в съответните местни служби.
Образувани са части от доброволци, обединени в т.нар. Български доброволчески корпус. Такава е например 1-ва българска СС противотанкова бригада.
През февруари 1945 година Цанков бяга от Австрия в Аржентина (където живее до края на живота си). На 10 май същата година правителството прекратява своето съществуване. Цанков задочно е осъден на смърт в България от т.нар. Народен съд. Присъдата му е отменена с Решение № 243 на Върховния съд на РБ.